# .gm
.gm – domena internetowa przypisana do Gambii. Została utworzona 28 marca 1997. Zarządza nią GM-NIC.